# Erminia ritrova Tancredi ferito
Erminia ritrova Tancredi ferito è un dipinto a olio su tela (145 x 185 cm) realizzato da Giovanni Francesco Barbieri, detto il Guercino, tra il 1618 e il 1619 e conservata presso pa Galleria Doria Pamphilj di Roma.

## Storia

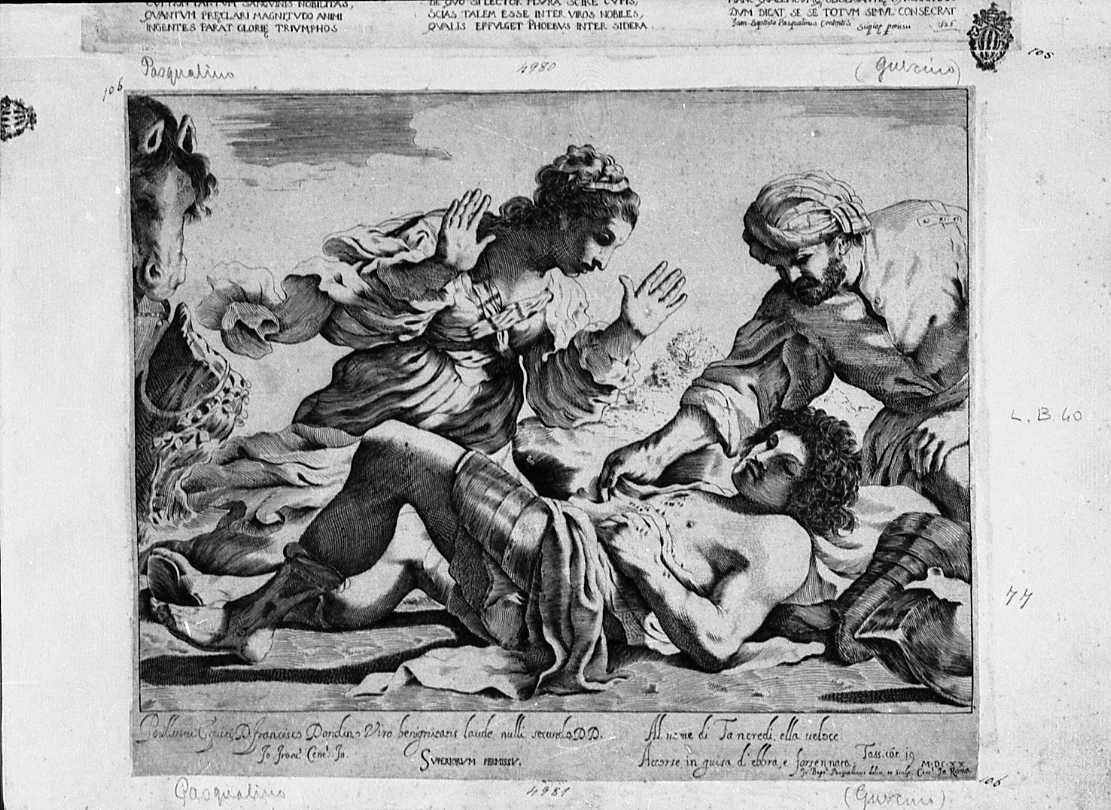
Incisione in controparte di Giovanni Battista Pasqualini tratta dalla tela del Guercino

Il dipinto viene menzionato da Carlo Cesare Malvasia nella Felsina pittrice, in un passo che precede la trasferta del Guercino a Ferrara, dove l'artista era stato invitato nel 1619 dal cardinale e legato pontificio Giacomo Serra. Malvasia scrive: «Fece un Tancredi ritrovato ferito da Erminia, dopo aver combattuto con Argante al Sig. Marcello Provenzali da Cento, famosissimo nella virtù del Mosaico; e questo quadro fu donato dal detto al Cardinal Pignatelli.» Marcello Provenzali, noto mosaicista, per il quale il Guercino aveva eseguito pitture murali nel 1614 a Casa Provenzali, ricevette il dipinto probabilmente attorno al 1619 e in seguito lo donò al cardinale Stefano Pignatelli.
Pignatelli mostrò il dipinto al Scipione Borghese, di cui era intimo amico. Il potente cardinale Caffarelli-Borghese rimase colpito dall'alta qualità dell'opera e questo fatto contribuì a far ottenere al pittore la prestigiosa commissione dell'affresco del soffitto della cappella della Madonna di Loreto in San Crisogono, eseguito nel 1622, poco dopo l’arrivo del Guercino a Roma. Dopo più di trent'anni di silenzio, il dipinto ricompare nell'inventario del 1657-58 relativo ai beni del castello di San Martino al Cimino, presso Viterbo, residenza di campagna di Olimpia Maidalchini, nobildonna soprannominata la Papessa e futura cognata papa Innocenzo X. Non ci sono documenti che attestino il passaggio di proprietà dell'Erminia di Guercino, dal cardinale Pignatelli a Donna Olimpia.
Nell'inventario del 1666, redatto alla morte del figlio di Donna Olimpia, il Principe Camillo Pamphilj figura già a Palazzo Doria Pamphilj, sede della odierna Galleria Doria Pamphilj. Successivamente è compreso negli inventari del 1682 e 1725 dei beni del Cardinale Benedetto Pamphilj. Rimane a Palazzo Doria Pamphilj, dove è citato nel 1787 da Friedrich Wilhelm Basilius von Ramdohr, nel 1791 da Mariano Vasi e nel 1794 da Salvatore Tonci. Da allora l'opera è sempre citata nei cataloghi della Galleria e nelle guide di Roma.
Il dipinto è stato restaurato nel 1966 perché il crollo del soffitto della Sala Aldobrandini lo aveva seriamente danneggiato.
Una seconda versione del dipinto, con misure leggermente diverse (155,4 × 178 cm) e intitolata semplicemente Erminia e Tancredi, è segnalata in collezione privata. Questa versione è stata esposta nella mostra Guercino. Capolavori da Cento a Roma (Roma, Palazzo Barberini, 16 dicembre 2011 – 29 giugno 2012), documentata nel relativo catalogo a cura di Rossella Vodret e Fausto Gozzi.

## Descrizione e stile
Malvasia lo colloca prima della notizia dell'invito del Guercino a Ferrara (1619), e la commissione potrebbe risalire al 1618. Ma il carattere più evoluto del dipinto fa propendere per una datazione più tarda. Di ciò si era accorto già Matteo Marangoni che la datò al 1621-23 (gli anni in cui Guercino era a Roma, chiamato da Papa Gregorio XV). Tuttavia, un'incisione in controparte realizzata da Giovanni Battista Pasqualini nel 1620, smentisce la datazione di Marangoni. Denis Mahon, Luigi Salerno e David M. Stone concordano per una datazione al 1619 o comunque anteriore alla partenza del Guercino per Roma. L'opera rappresenta un caso estremo di una tendenza emersa in quegli anni, consistente nell'inserimento di forme massicce all'interno della superficie dipinta, con figure che talvolta risultano bruscamente tagliate ai margini. Nonostante ciò, la composizione evita ogni senso di pesantezza grazie alla vivacità della luce, del colore e del movimento.
Il dipinto, che trae dichiaratamente spunto dalla Gerusalemme liberata di Torquato Tasso, rappresenta il celebre episodio in cui la principessa Erminia ritrova il corpo ferito del valoroso cavaliere Tancredi, di cui è innamorata.
Accorse, in guisa d’ebbra e forsennata.

Vista la faccia scolorata e bella,

non scese no, precipitò di sella.»
(Tasso, Gerusalemme liberata, XIX, 829–832)
Il dipinto si distingue per la resa elaborata dei panneggi, che sembrano ondeggiare, torcersi e scendere come forme nebulose. L'ambientazione notturna, con i personaggi illuminati dalla luce lunare in un'atmosfera calda e passionale, è sottolineata dal contrasto tra i colori freddi dello sfondo e quelli più caldi del primo piano. Il colorismo vivace e la forte luminosità dell'opera indicano nuove possibilità espressive che Guercino stava esplorando in quegli anni. Inoltre, la figura di Tancredi presenta un nuovo tipo fisico, più calmo, ampio e plastico rispetto a quelli delle prime opere, anticipando soluzioni adottate nell'affresco con Rinaldo a Palazzo Costaguti del 1621.
Il dinamismo di questa pittura potrebbe aver influenzato il Bernini di Apollo e Dafne (1622–1624).